# Bellecôte
Bellecôte (3.417 m s.l.m. - detta anche Sommet de Bellecôte) è una montagna delle Alpi della Vanoise e del Grand Arc nelle Alpi Graie francesi.
Si trova all'interno del Parco nazionale della Vanoise e nel dipartimento della Savoia.

## Caratteristiche

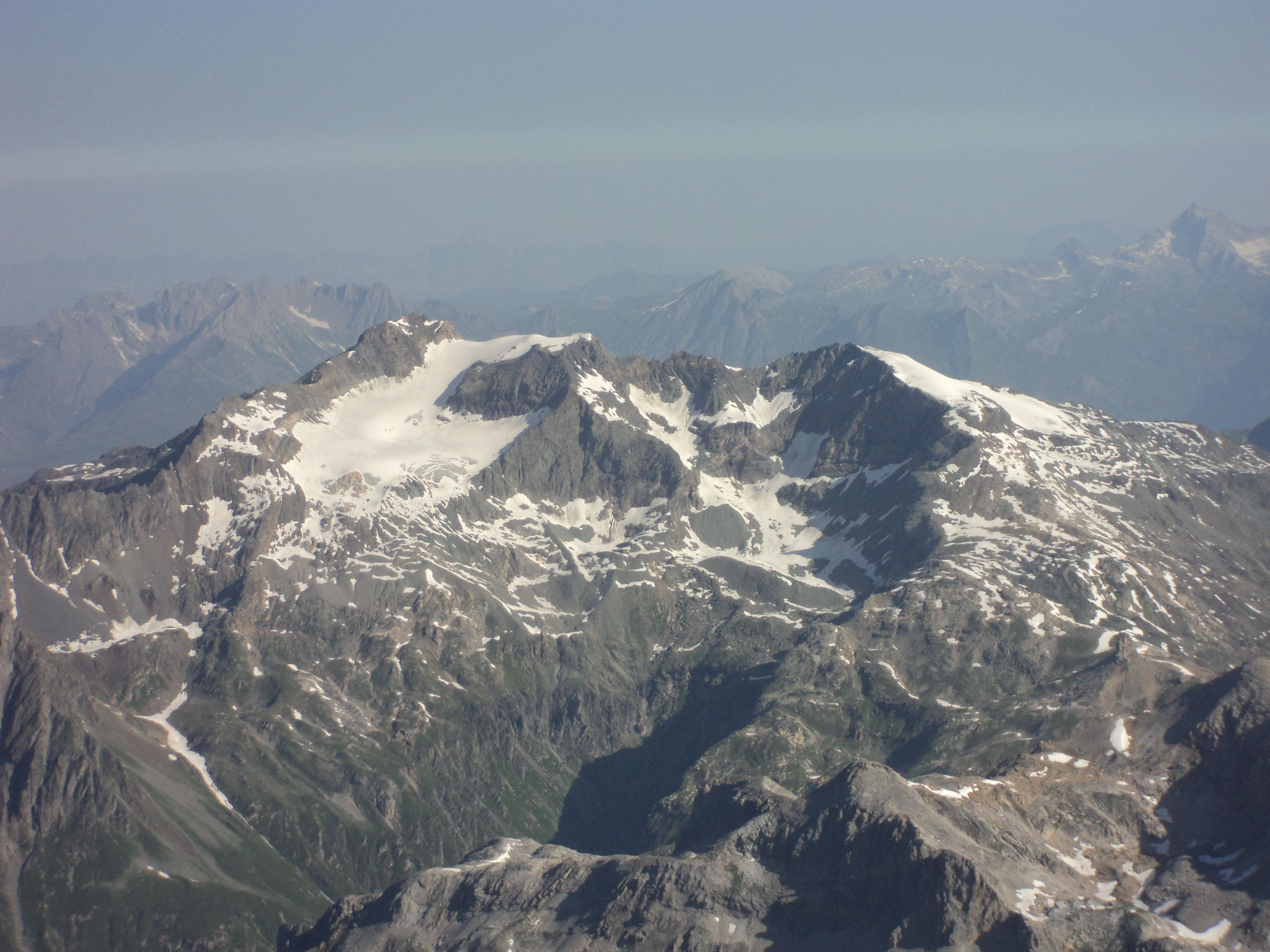
Il versante sud della montagna visto dalla vetta della Grande Casse. Sulla destra il Dôme des Pichères. Si nota il Glacier du Col du Nant che scende dalla montagna.

La sua parete nord è immensa ed austera. Al contrario, la parete sud è molto più accessibile.

## Salita alla vetta
La via normale di salita alla vetta parte dal Refuge de Plaisance (2.170 m), si sviluppa lungo il versante sud e percorre il Glacier du Col du Nant.